# Chronologie du bassin minier du Nord-Pas-de-Calais au XVIIe siècle
La chronologie du bassin minier du Nord-Pas-de-Calais au XVIIe siècle est marquée par la découverte de la houille en affleurement dans le Boulonnais vers 1660, par la naissance des trois principaux premiers entrepreneurs du charbon français, puis par la première fosse datée du Boulonnais, celle du Cavrel de Tagny, en 1692, qui marque ainsi le réel début de l'extraction minière dans l'actuel Nord-Pas-de-Calais. Cette date est de manière générale assez méconnue, puisque de nombreux auteurs indiquent la découverte de la houille le 3 février 1720 par la Société Desaubois à la fosse Jeanne Colard de Fresnes-sur-Escaut.

## Années 1660

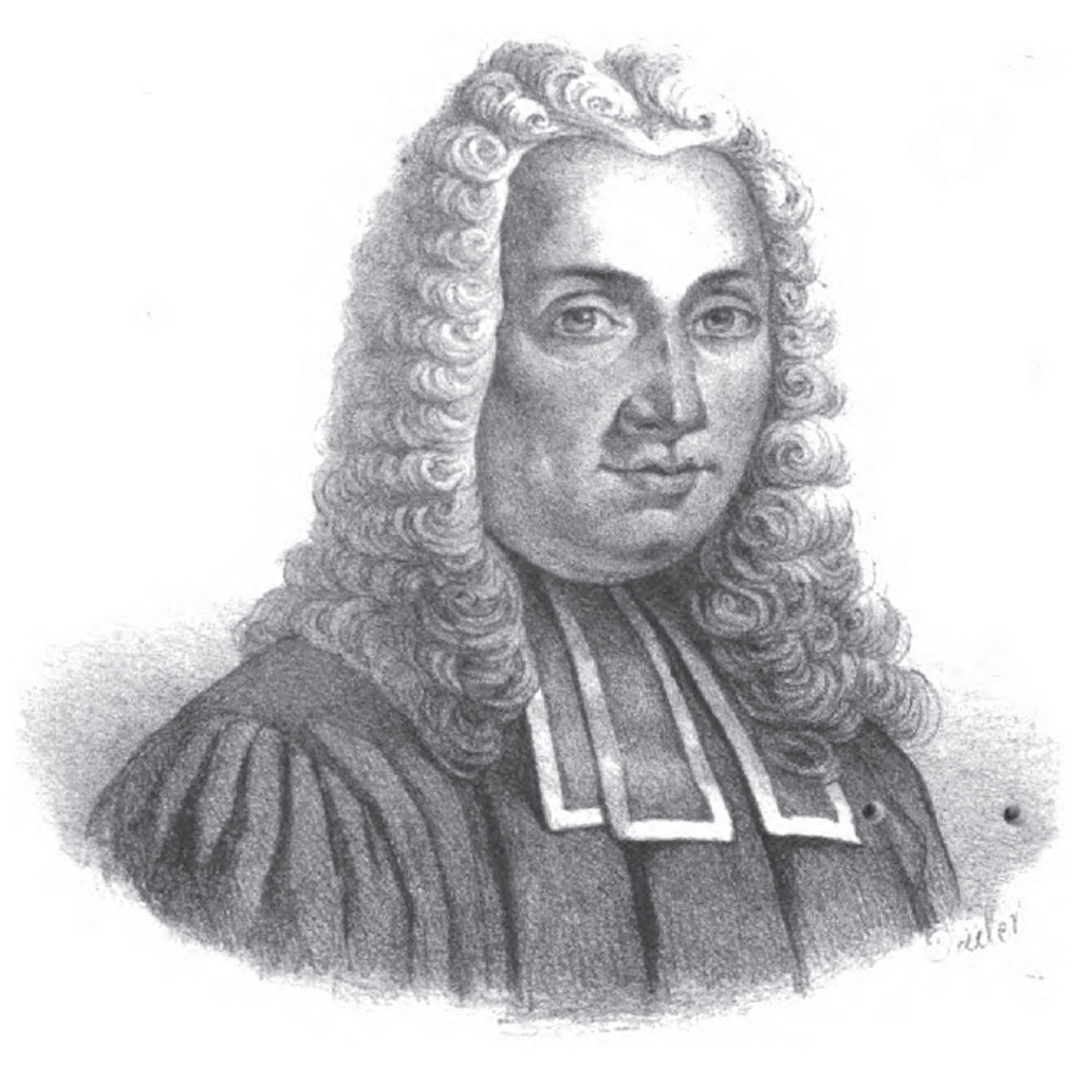
Pierre Taffin.

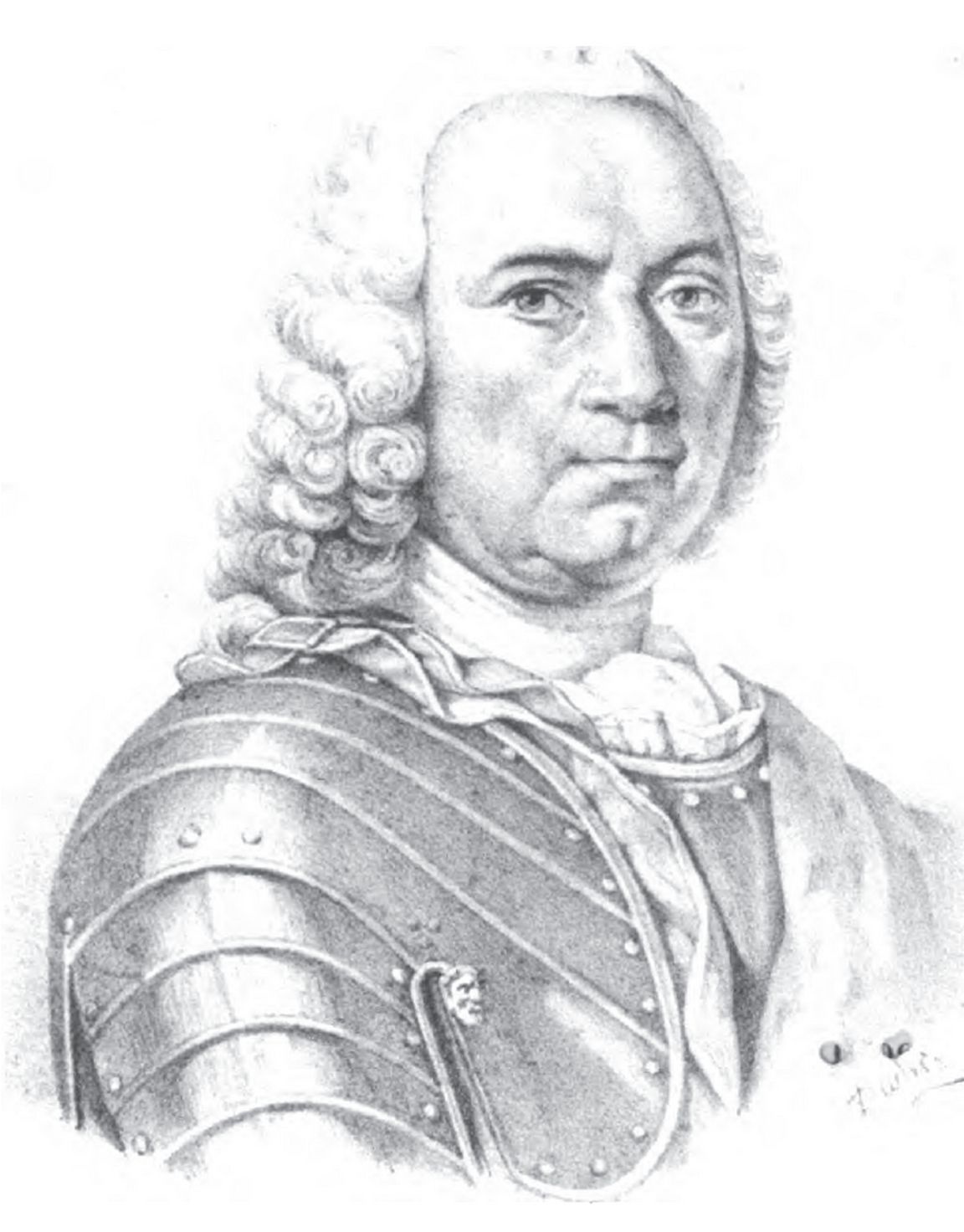
Jean-Jacques Desandrouin.

### 1660
- La houille aurait été découverte en affleurement dans les communes d'Hardinghen et de Réty dans le Boulonnais par un agriculteur de Réty qui labourait le sol avec sa charrue. Toutefois, d'autres hypothèses plus tardives existent[O 1].

### 1664
- 6 mars : Pierre Taffin naît à Gand[GC 1].

## Années 1680

### 1682
- 25 mai : Jean-Jacques Desandrouin naît à Lodelinsart[GC 2].

### 1684
- 26 septembre : Jacques Mathieu naît à Lodelinsart[GC 3].

### 1689
- 16 juillet : un arrêt du Conseil d'État accorde au duc de Montausier et à ses hoirs, successeurs et ayants cause, pour une durée de quarante ans, le privilège d'exploiter toutes les mines et minières de charbon de terre qu'ils découvriraient dans l'étendue du royaume de France, le Nivernais excepté, les propriétaires conservant en revanche le droit de continuer l'exploitation des mines déjà ouvertes[O 1].

## Années 1690

### 1690
- Le duc de Montausier meurt, sans avoir fait usage du privilège qui lui a été accordé le 16 juillet 1689[O 1].

### 1692
- La fosse du Cavrel de Tagny est ouverte avec trois puits dans le Boulonnais, et est abandonnée l'année suivante. C'est la première fosse datée[O 2],[O 3].
- 29 avril : un arrêt du Conseil d'État mentionne que les terres de Réty et d'Austruy renferment des gisements de houille, et ce, avant l'ouverture de la fosse du Cavrel de Tagny. Cet arrêt confirme la jouissance du privilège de 1689 à la fille du duc de Montausier, la duchesse d'Usez[O 1].
- 22 septembre : le duc d'Aumont s'engage à payer à Antoine Hénichart, laboureur à Hardinghen, la somme de cinquante livres par an pour la concession faite à lui-même ou à ses entrepreneurs de tirer le charbon dans les terres dépendant dudit Hénichart[O 1].
- 11 octobre : un accord intervient entre l'abbé Claude-Philippe du Cavrel de Tagny et Pierre Bernard, ancien échevin de la ville de Calais, pour la cession à ce dernier du privilège appartenant au précédent, moyennant une redevance de moitié des produits extraits, et stipule, en outre, en faveur de l'abbé de Tagny, le don d'un cheval de la valeur d'environ trente pistoles, dès que Pierre Bernard aurait pris pour sa part trois cents barils de houille, en considération de ce que ledit abbé lui avait abandonné tous les outils ayant servi jusqu'alors à exploiter le charbon[O 1],[O 4].
- 31 octobre : Antoine Parizot, architecte et commis du duc d'Aumont à la recette des charbons provenant de la mine d'Hardinghen, s'engage à fournir cent cinq razières de ces charbons, à Guînes, à François-Wuillaume La Grillade, qui devait les conduire immédiatement par bélandre à Dunkerque[O 4].

### 1694
- 19 janvier : un arrêt subséquent au Conseil confirme le privilège de la duchesse d'Usez et de ses ayants-droit[O 4].

### 1695
- 4 janvier : un nouvel arrêt, suivant de près d'un an le précédent, confirme le privilège de la duchesse d'Usez et de ses ayants-droit en statuant au sujet des difficultés occasionnées par la résistance qu'ils éprouvent de la part des propriétaires des terrains sur lesquels s'étendent les mines de charbon[O 4].

### 1698
- 16 mai : un arrêt du Conseil d'État abroge implicitement celui du 16 juillet 1689 en rendant pour l'avenir aux propriétaires du sol la liberté d'exploitation des mines à laquelle il a été précédemment porté atteinte. Les mines alors existantes continuent d'être exploitées par les mêmes personnes en vertu des titres, contrats et arrangements antérieurs[O 4].